# Peel Cirque
Der Peel Cirque ist ein Bergkessel im Nordosten der westantarktischen Alexander-I.-Insel. Er liegt auf der Südwestseite der Roberts-Piedmont-Gletschers. 
Erste Luftaufnahmen entstanden bei der US-amerikanischen Ronne Antarctic Research Expedition (1947–1948). Weitere Luftaufnahmen dienten dem Falkland Islands Dependencies Survey 1959 für eine Kartierung. Vermessungen nahm der British Antarctic Survey (BAS) zwischen 1973 und 1977 vor. Das UK Antarctic Place-Names Committee benannte ihn 1980 nach dem Glaziologen David Anthony Peel (* 1944), der seit 1968 für den BAS und davon zwischen 1975 und 1976 auf der Alexander-I.-Insel tätig war.